# Jennifer Wakefield
Jennifer Dorothy June Wakefield, detta Jenn (Pickering, 15 giugno 1989), è una hockeista su ghiaccio canadese.
Ha vinto la medaglia d'oro olimpica nell'hockey su ghiaccio con la nazionale femminile canadese alle Olimpiadi invernali di Sochi 2014 e anche la medaglia d'argento nel torneo femminile alle Olimpiadi invernali 2018 di Pyeongchang.
Nelle sue partecipazioni ai campionati mondiali femminili ha conquistato una medaglia d'oro (2012) e tre medaglie d'argento (2011, 2013 e 2015).